# 南渡耳介
南渡耳介（学名：Aurila nandua）为半花介科耳介屬下的一个种。